# Португальці
Португа́льці (порт. os Portugueses, МФА: [uʃ puɾ.tu.ˈge.zɨʃ]) — романський народ і нація, що проживає на крайньому півдні Західної Європи, на заході Піренейського півострова. Корінне населення держави Португалія. Говорять португальською мовою, що належить до романської групи індоєвропейських мов. Творці і носії португальської культури. Християни, переважно римо-католики. Є нащадками лузітанів, кельтів, римлян та германців (візиготів, свебів, франків), що мешкали на теренах римської провінції Лузітанія. Сформувалися як народ в XII—XIV століттях в Португальському королівстві під час Реконкісти; як нація гартувалися в боях з мусульманськими державами Магрібу та Іспанією. У XV—XVII століттях були однією з провідних європейських спільнот в Добу великих географічних відкриттів. Першими серед європейців відкрили морські шляхи до Індії, Бразилії, Індокитаю, Індонезії, Китаю, Японії тощо. Утворили розгалужену мережу португальських колоній і факторій в Африці, Азії та Південній Америці, що склали так званий «португальський світ». Після перемоги лібералізму в ХІХ столітті, що призвів до повалення монархії та проголошення Португальської республіки (1910), поступово перетворилися на регіональну політичну силу. Загальна чисельність становить близько 40 мільйонів осіб, з яких понад 10 мешкають в Португалії. Мають велику португальську діаспору в  Бразилії, Кабо-Верде, Анголі, Мозамбіку, Макао, Східному Тиморі тощо. Чисельність нащадків португальців змішаного походження сягає до 270 мільйонів.

## Етнонім
Етнонім португальці походить від топоніму Португалія, який в свою чергу, походить від назви форту римлян Portus Cale. Кале було давнім поселенням — карфагенська колонія у гирлі річки Дору. Приблизно 200-го року до н. е. в результаті Пунічних вієн римляни відвоювали його і перейменували на Портус Кале («Порт Кале»). Поступово назва, трансформуючись у Портукале- Португале (Portucale-Portugale) поширюється на оточуючий регіон, і протягом Х-ХІІ століття остаточно закріплюється за територію сучасної Португалії і народом, який на ній проживає.
Поетичні назви португальців — «лузіта́ни» (від античного племені лузітан), або «народ Луза» (від імені легендарного короля Луза). Вони освячені в національній епопеї «Лузіади» Луїша де Камоенша.

## Етногенез
- Лузітани
- Кельти: Кельтики, Галлики
- Римляни
- Карфагеняни

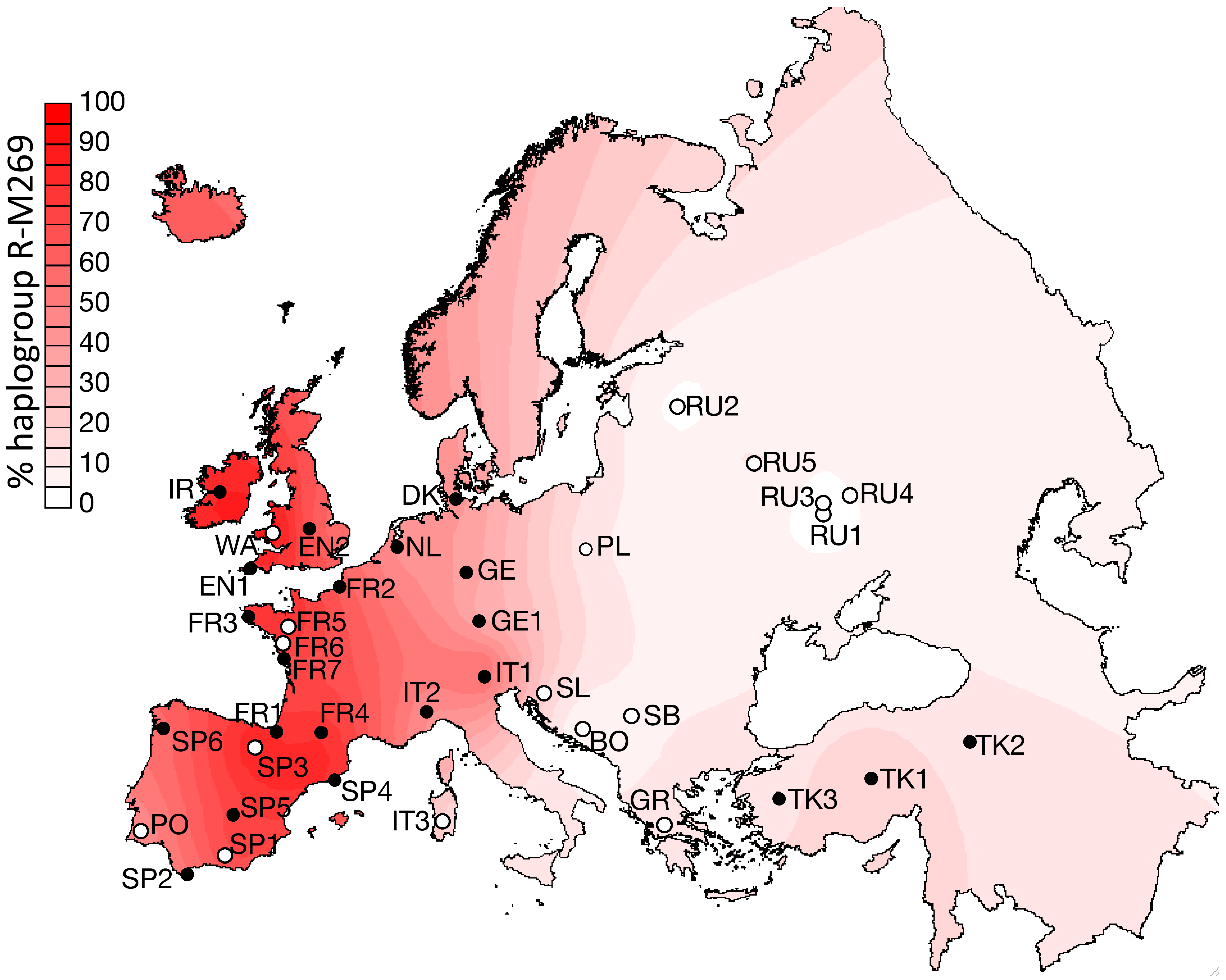
Гаплогруппа R1b (Y-ДНК), R1b1a1a2 (R-M269)

- Германці: Готи (візиготи), Свеби, Франки
- Араби, Бербери
- Сефарди (Португальські євреї)
- Галісійці, Іспанці (Кастильці), Арагонці
- Мосараби
- За правління Саншу I (1185—1211) спустошені або малозаселені португальські терени заселяли з дозволу королівської влади вихідці з Фландрії та Бургундії.

### Генетика
Згідно з генетичним дослідженням гаплогрупи людської Y-хромосоми серед португальців, проведеними 2005 року, чоловіки з континентальної Португалії, Азорських островів і Мадейри на 78—83% належали до «західноєвропейської» гаплогрупи R1b (до 50%), та середземноморських J та E3b.
- Гаплогруппа H (мтДНК): H3 (6776) — 61% лівійських туарегів, 25% португальців, 25% басків, 20% марокканських берберів, 18% фінів, 13% росіян, 9,9% українців

У порівняльній таблиці наведена статистика за гаплогрупами чоловіків Португалії з чоловіками європейських країн, регіонів (*) та спільнот.
| Країна/Гаплогрупа | I1  | I2*/I2a | I2b | R1a | R1b  | G   | J2   | J*/J1 | E1b1b | T   | Q   | N   |
| ----------------- | --- | ------- | --- | --- | ---- | --- | ---- | ----- | ----- | --- | --- | --- |
| Португалія        | 2   | 1.5     | 3   | 1.5 | 56   | 6.5 | 9.5  | 3     | 14    | 2.5 | 0.5 | 0   |
| Франція           | 8.5 | 3       | 3.5 | 3   | 58.5 | 5.5 | 6    | 1.5   | 7.5   | 1   | 0.5 | 0   |
| * Бретань         | 8   | 1       | 4.5 | 0.5 | 80   | 2   | 2.5  | 0.5   | 0.5   | 0   | 0   | 0   |
| Німеччина         | 16  | 1.5     | 4.5 | 16  | 44.5 | 5   | 4.5  | 0     | 5.5   | 1   | 0.5 | 1   |
| Ірландія          | 6   | 1       | 5   | 2.5 | 81   | 1   | 1    | 0     | 2     | 0   | 0   | 0   |
| Італія            | 4.5 | 3       | 2.5 | 4   | 39   | 9   | 15.5 | 3     | 13.5  | 2.5 | 0   | 0   |
| Іспанія           | 1.5 | 4.5     | 1   | 2   | 69   | 3   | 8    | 1.5   | 7     | 2.5 | 0   | 0   |
| Україна           | 4.5 | 20.5    | 0.5 | 44  | 8    | 3   | 4.5  | 0.5   | 6.5   | 1   | 0.5 | 5.5 |
| Євреї-ашкеназі    | 4   | 10      | 9   | 9.5 | 19   | 19  | 20.5 | 2     | 0.5   | 5   | 0   | 1.5 |
| Євреї-сефарди     | 1   | 5       | 13  | 15  | 25   | 22  | 9    | 6     | 0     | 2   | 0   | 2   |

## Чисельність
За різними підрахунками загальна чисельність португальців у світі становить від 42 до 270 мільйонів осіб
- Португалія: 10 374 822 (2011)[1]
- Бразилія: 45 000 000 — 85 000 000 (нащадки португальців)[8][9]
- США: 1 471 549 (нащадки португальців)
- Венесуела: 1 300 000 (нащадки португальців)[10]
- Франція: 1 243 419  (нащадки португальців)[11]
- Канада: 429 850 (нащадки португальців)[12]
- ПАР: 300 000
- Ангола: 300 000[13]
- Швейцарія: 265 000[14][15]
- Німеччина: 170 000
- Велика Британія: 140 000[11]
- Іспанія: 126 651 [16]
- Люксембург: 96,500
- Гаяна: 50,000 (нащадки португальців)
- Австралія: 46 519[17]
- Мозамбік: 40 413[11]
- Аргентина: 40 100[18]
- Бельгія: 38 000
- Кабо-Верде: 22 318 (нащадки португальців)[11]
- Колумбія: 836
- Тринідад і Тобаго: 800[19]
- Інші країни Європи: 30,822
- Інші країни Азії: 30,000
- Інші країни Америк: 24,776
- Інші країни Африки:  8,965

Понад 10 мільйонів осіб португальців складають абсолютну більшість населення Португалії (понад 97 %), що робить Португалію однією з небагатьох моноетнічних європейських держав. Значне число португальців живе у Бразилії — понад 1,2 млн осіб і у Франції — близько 1 млн осіб. Португальці живуть також у США (0,75 ~ 1,2 млн осіб), Канаді (бл. 250 тис. осіб), Німеччині (бл. 150 тис. осіб), Іспанії (понад 100 тис. осіб), багатьох державах — колишніх португальських колоніях у Африці (Ангола, Мозамбік, Гвінея-Бісау тощо), країнах Західної Європи та Латинської Америки тощо.
Взагалі судити хоча б про приблизну кількість португальців у світі досить важко. По-перше, слід розрізняти саме кількість португальців (як представників португальської нації) та кількість носіїв португальської мови, адже остання належить до найпоширеніших у світі, і кількість осіб, що активно володіють нею (як першою, другою, а нерідко і третьою мовою), тобто застосовують її у повсякденному житті, за оцінками може сягати 200 млн осіб — див..
По-друге, португальські вчені часто включають бразильців (як португальців у другому, третьому і т. д. поколіннях) або значно перебільшують кількість португальців Бразилії, тобто осіб з португальською національною ідентичністю.
Вертаючись до проблематики загальної чисельності португальців у світі варто приблизно оцінити чисельність португальців у основних ареалах проживання, пам'ятаючи, що зараз португальці живуть по всьому світу, включаючи Азію (в Індії понад 20 тис. осіб, Макао та Східному Тиморі та в Австралії та Океанії (Нова Зеландія) — до 5 тис. осіб — див. дані про португальську еміграцію у світі.
Отже, чисельність португальців У Португалії — 10 млн чол. (умовно всі португальці, хоча у їх складі є незначна кількість «повторних емігрантів» з Бразилії, африканських держав — колишніх колоній тощо) — див.. Португальці у країнах Євросоюзу, включаючи Францію і Німеччину, де існують найбільші португальські діаспори нараховують понад 1,5 млн осіб. У Бразилії та інших країнах Латинської Америки, включаючи Венесуелу, еміграція до якої в 40-50-і роки XX століття значної кількості португальців (до 200 тис. осіб разом з нащадками) лишається справжнім феноменом, можна нарахувати близько 2 мільйонів осіб; ще півтора мільйона португальців оціночно живе у Північній і Центральній (Кариби) Америці (передовсім у США та Канаді), у країнах Африки — до 200 тис. осіб.
Таким чином, загальна чисельність португальців у світі за приблизним підрахунком — 15 ~ 16 млн осіб.

## Мова

Лузосфера — світ поширення португальської мови.

Португальці розмовляють португальською мовою західно-романської підгрупи романської групи індоєвропейської мовної родини. Діалекти португальської мови — центральний, північний, південний, острівний (говори Азорських островів і острову Мадейра) і звичайно бразильський варіант португальської мови.
Серед інших романських португальська є найспорідненішою до гальєго (в межах 85 % лексичної близькості — див.), і на думку деяких лінгвістів за Середньовіччя являла з нею спільну португальсько-галісійську мову. Португальська — не лише основа сучасного бразильського варіанту мови, а й є кістяком деяких креольських мов, зокрема Кабо-Верде, Сан-Томе і Принсипі, Ґвінеї-Бісау тощо.
Писемність на основі латинки. Найдавніша писемна пам'ятка португальською мовою належить до ХІІ століття.

## Релігія
За віросповіданням переважна більшість португальців — католики, але є і протестанти (ієговісти, баптисти, п'ятидесятники тощо).

## Історія

### Античність
Основою португальців є іберійське плем'я лузітани. Протопортугальці зазнали впливу кельтів, які вторглися на Піренейський півострів у І тисячолітті до н. е. 
Римляни намагалися завоювати лузітанів 200 (219 р. до н. е. - 19 р. до н. е.) років і навіть мали приказку: "В Іберії є плем'я, яке не керує собою, але і не дозволяє собі керувати".
З ІІ століття до н. е. і до V століття н. е. португальські землі входили до складу провінції Лузитанія Римської імперії, що зумовило мовну і культурну романізацію місцевого населення. У V столітті н. е. на територію сучасної Португалії проникають візіготи, які поступово були асимільовані. У 711 році португальські землі зазнали арабо-берберської навали — територія Португалії майже на три століття виявилася під контролем маврів.
В результатті Реконкісти землі Північної Португалії були захоплені сусідніми іспанськими королівствами наприкінці Х — середині ХІ століть. Як вдячність за допомогу у війні з маврами кастильський король Альфонсо I подарував Генріху Бургундському у 1093 році титул графа Португальського. Після смерті кастильського короля Генріх Бургундський відмовився визнати владу Кастильського королівства і розпочав війну. У 1143 році син Генріха Альфонсо Енрікес був проголошений португальськими лицарями королем Португалії Альфонс І Великий. 1179 року Папа римський визнав незалежність Португалії.

### Королівство

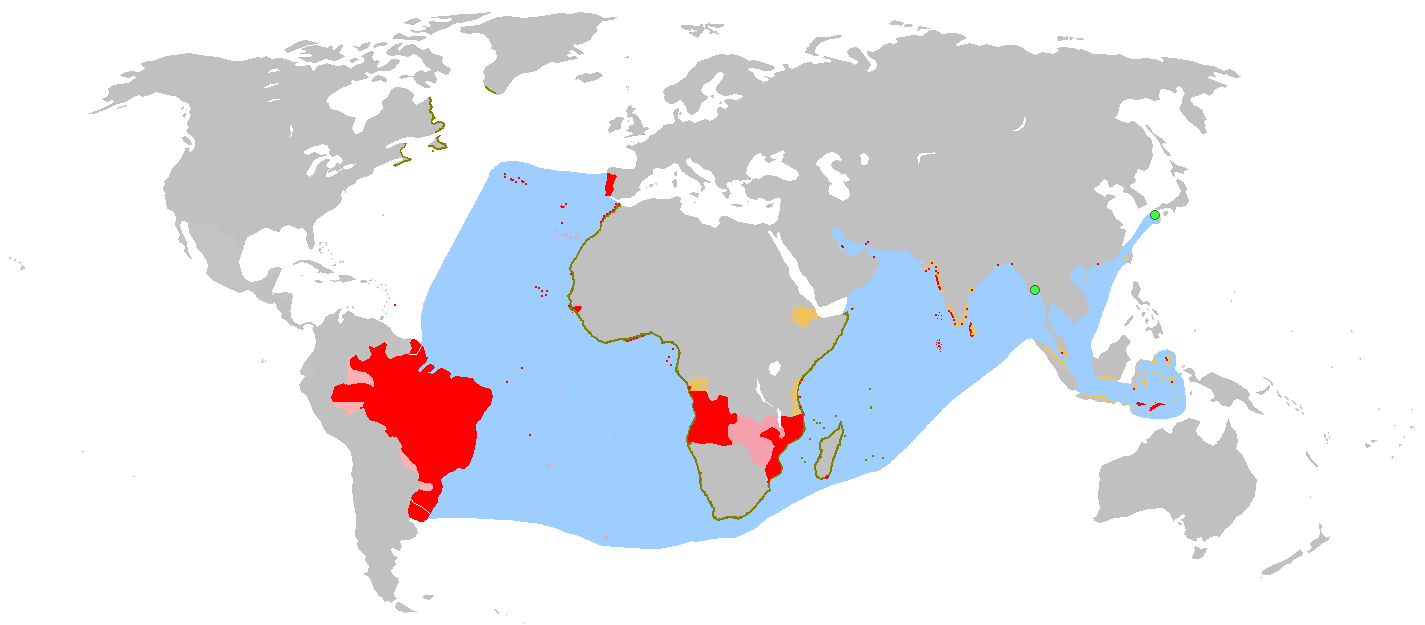
Португальські колонії

До часу утворення незалежної португальської держави у ХІІ столітті вже були закладені підвалиини португальської народності і її самобутньої культури. Період з ХІІІ до XVI століття є «золотим» в історії Португалії, коли продовжилося формування португальської нації і були досягнуті значні військові-політичні і економічні (на той час) успіхи.
Піднесення і розквіт Португалії пов'язується перш за все активністю і цілковитим пануванням у зазначений період португальців на морі. Зокрема, у 1415 році португальці захопили заможне арабське торгове місто Сеута у Африці; у 1419 році у Атлантичному океані була відкрита Мадейра; у 1427 році до португальських володінь приєднані Азорські острови, у 1460 році — острови Зеленого Мису. У 1488 році Бартоломеу Діаш обійшов мис Доброї Надії і вперше увійшов на кораблі в Індійський океан. У 1498 році Васко да Гама відкрив Португалії морський шлях до Індії, а у 1500 році Педру Алваріш Кабрал — до Бразилії, яка пізніше стане одним з основних фінансових джерел підтримки існування Португальського королівства.
У цей час триває й не припиняється до ХХ століття значна португальська еміграція, найбільша за всю етнічну історію португальців, яка в тому числі стала основою формування молодої нації бразильців. Відтік населення із Португалії був таким значним, що нещасливий історичний збіг обставин — у 1580 році Португалія лишилася без короля, і права на португальську корону пред'явив іспанський король Філіп ІІ призвели до того, що починається тривалий занепад Португалії — іспанське панування 1580—1640 років, економічна залежність від Британії у XVIII—XIX століттях. До того ж Португалія потерпає від природних катаклізмів — землетрус у Лісабоні 1755 року вщент зруйнував місто. На довершення у 1807 році Португалія була тричі окупована наполеонівськими військами, а 1822 року змушена визнати незалежність Бразилії.

### Республіка
На початку ХХ століття в країні зароджується республіканський рух. Після революції 1910 року Португалію було проголошено республікою, проте упродовж наступних 16 років у країні змінюється 44 уряди.
У 1933 році міністр економіки Антоніу Салазар здійснює державний переворот і встановлює в країні профашистську диктатуру (Нова держава). Встановлений жорсткий порядок рятує економіку країни, але призводить до повної ізоляції Португалії від Європи і всього світу, а також переслідування будь-якої опозиції. Салазар відійшов від справ у 1968 році, а диктаторський режим протримався ще 7 років за його послідовників Марселу Каетану і Амеріку Томаша.
25 квітня 1974 року в країні відбулася «Революція гвоздик», в результаті якої було повалено півстолітню диктатуру і відкрився шлях до демократії, а 25 квітня став національним святом — днем свободи.

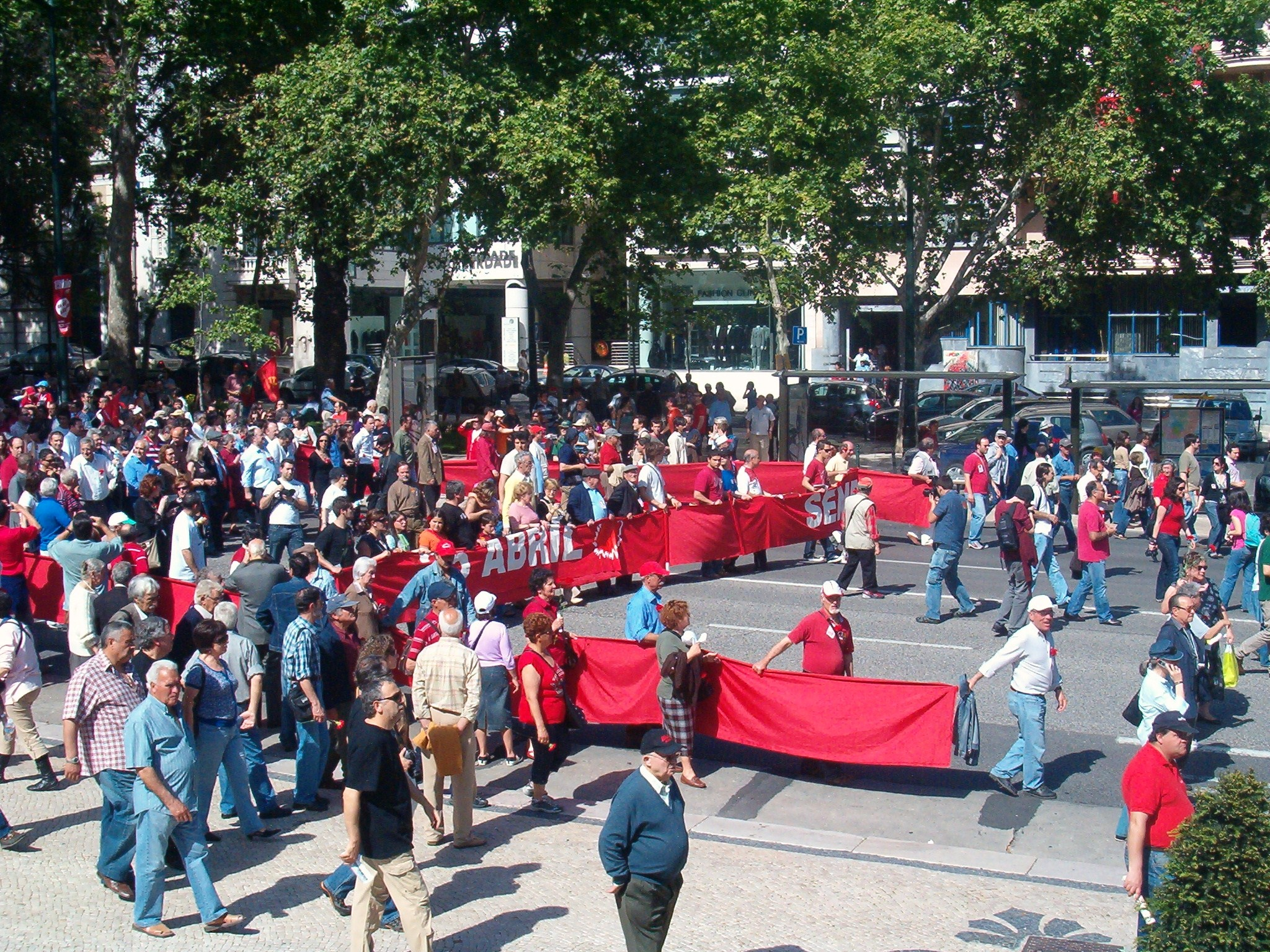
Святкування 34-ї річниці Революції Гвоздик у Лісабоні

Португалія поступово втрачала свої останні колонії: у 1961 році вона втратила Гоа, а її африканські колонії (Мозамбік, Ангола, Гвінея-Бісау, Кабо-Верде та Сан-Томе і Принсіпі) стали незалежними в 1975 році.
Новообраним парламентом у 1976 році була прийнята конституція, що забезпечувала поворот до громадянського правління. Нова конституція була прийнята в 1982 році, у ній обмежуються права президента.
Світової слави набула «королева фаду» Амалія Родрігіш, ставши послом португальської культури у всьому світі.
У 1986 Маріу Суаріш був обраний першим за 60 років цивільним президентом. У тому ж році Португалію прийнято в Європейський Союз, що сприяло її стабільному економічному зростанню. Після вступу в ЄС, в основному завдяки субсидіям, економіка Португалії розвивається досить швидко. Будуються сучасні дороги та автомагістралі, здійснюється планомірне оновлення житлового фонду. У 1999 році повернуто незалежність останній з колоній Макао, яка була передана Китаю. У 2002 країна перейшла на євро, а у 2004 році прийняла Чемпіонат Європи з футболу.
Португалія, яку ще недавно називали найбіднішою країною Західної Європи, сьогодні розвивається дуже динамічно, маючи високий рівень інфраструктури.

## Традиційний одяг

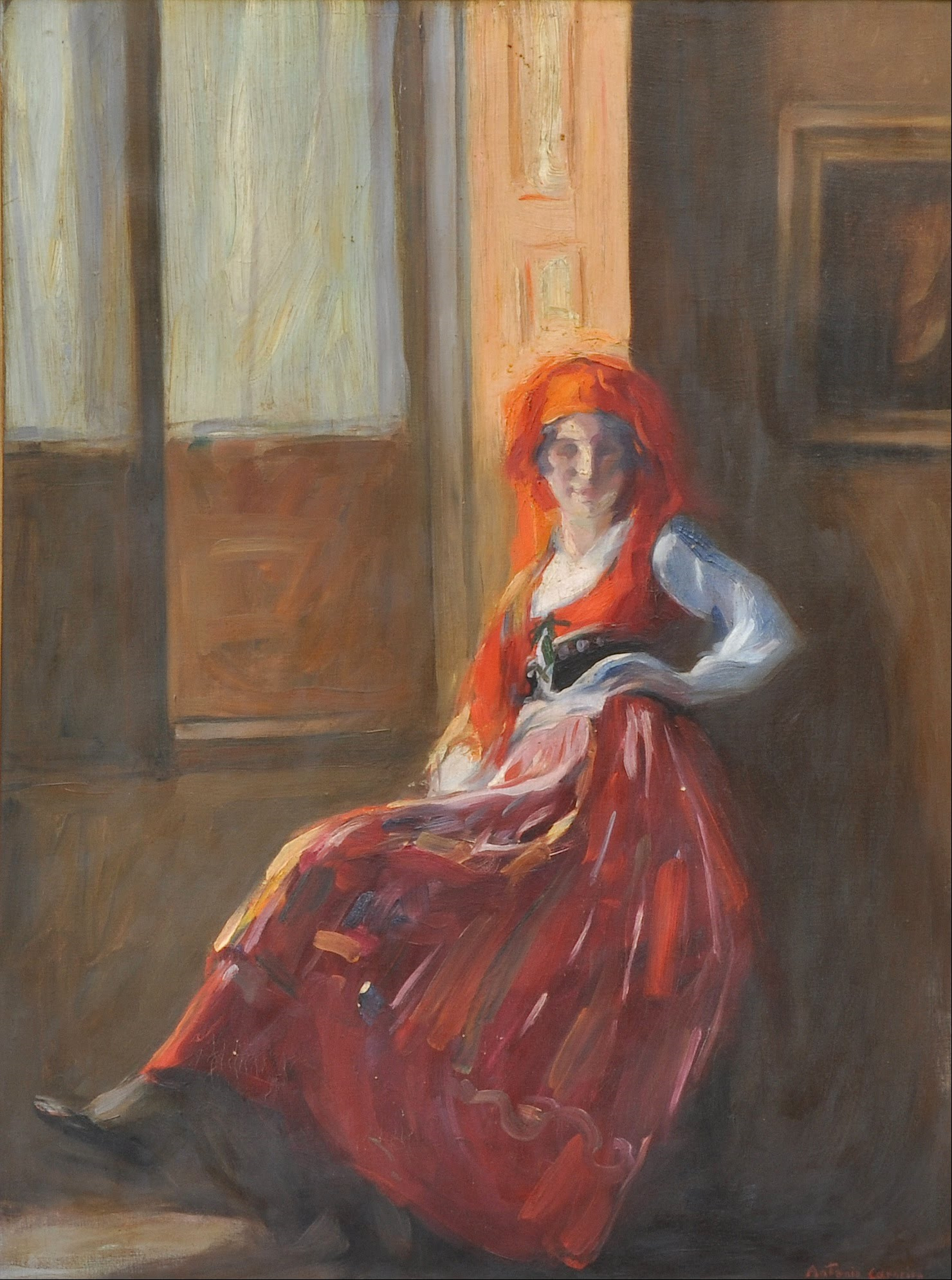
Дівчина з Міню
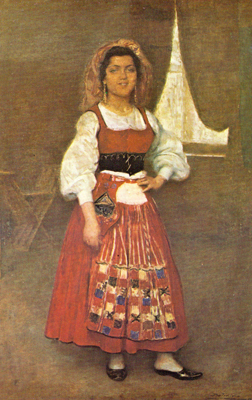
Португалка
ПортугалкаПортугалка
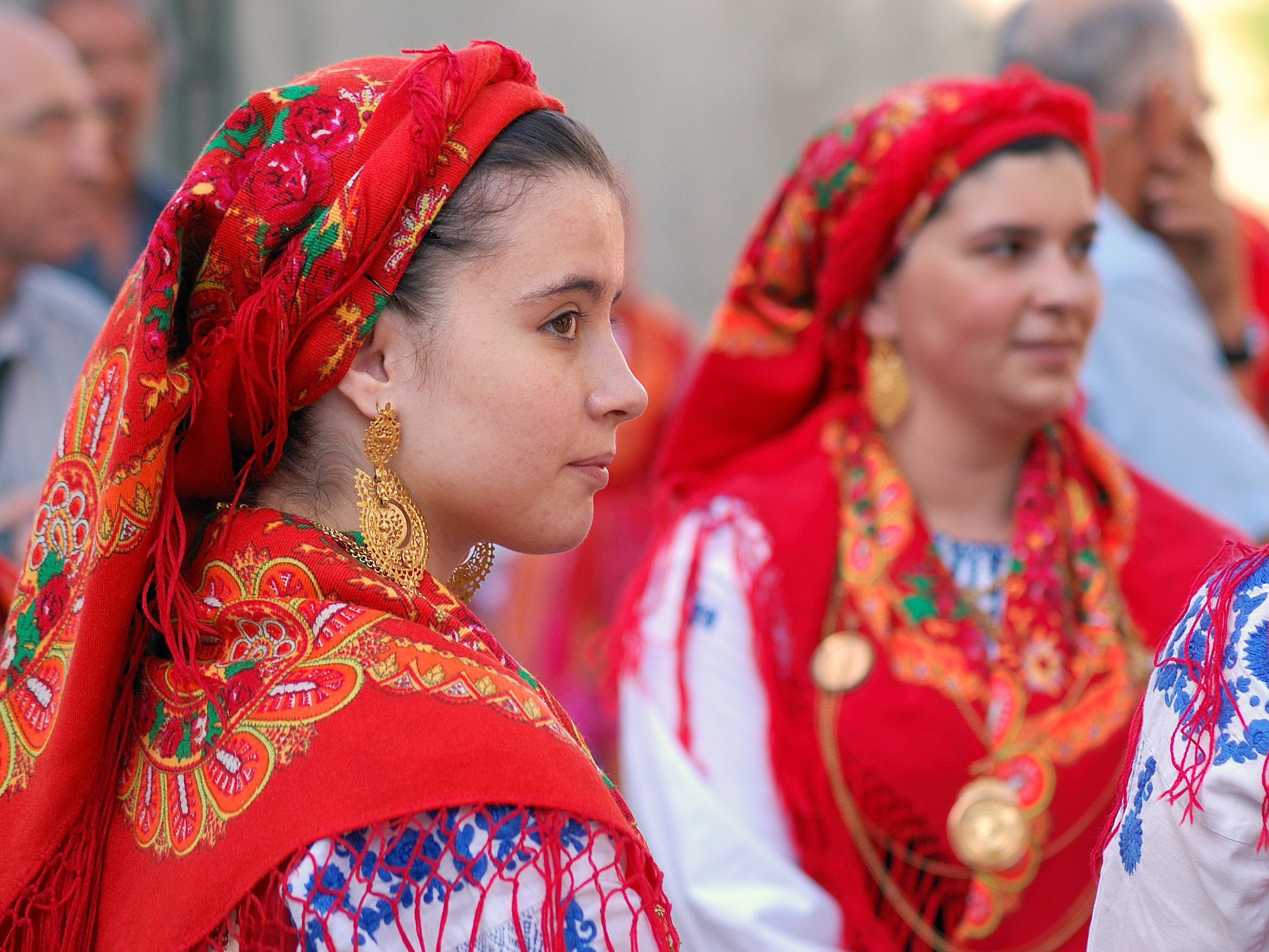
Португалки з Віани
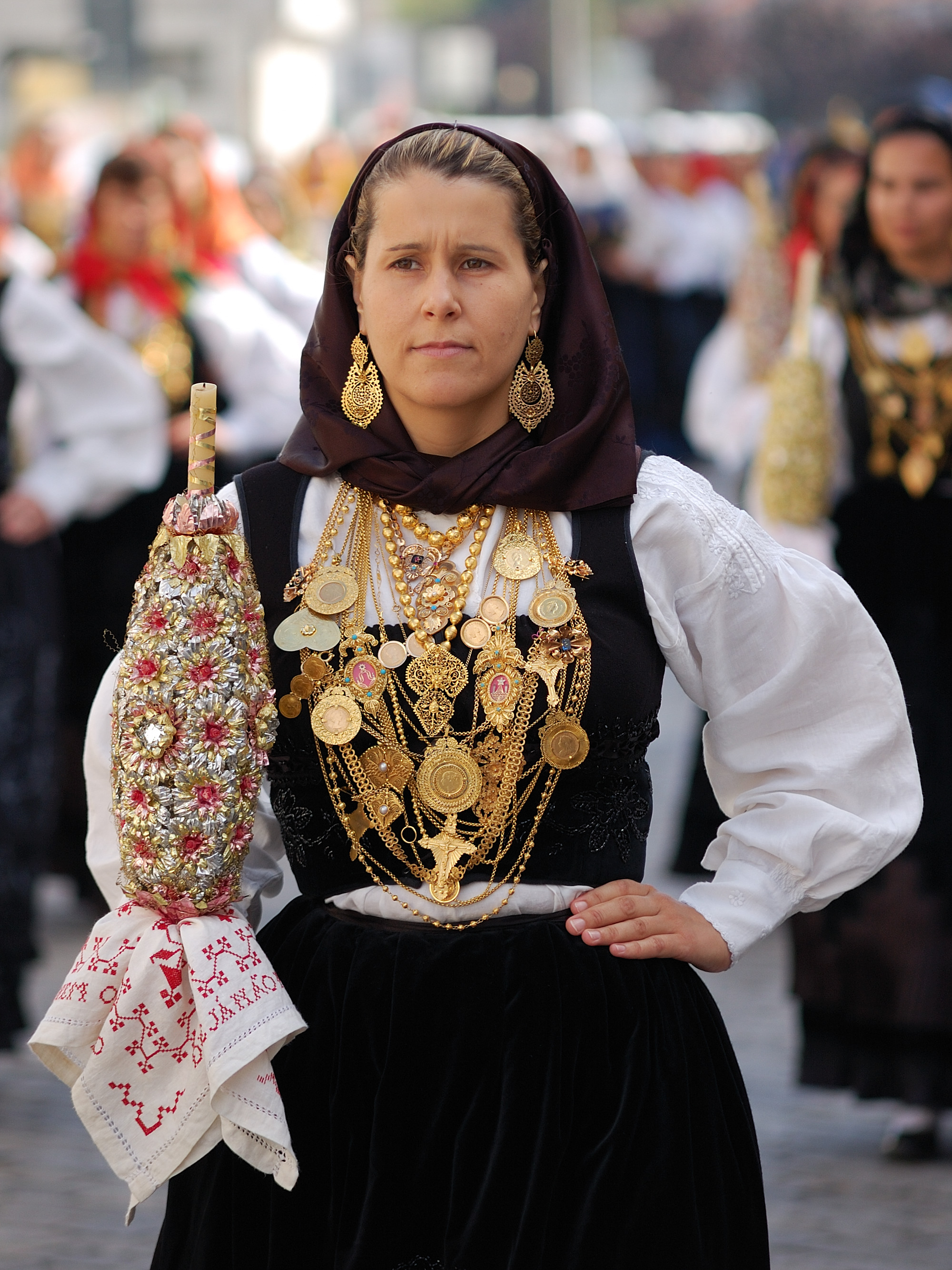
Португалка з Віани
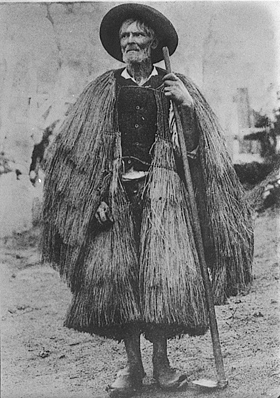
Горянин з Дору
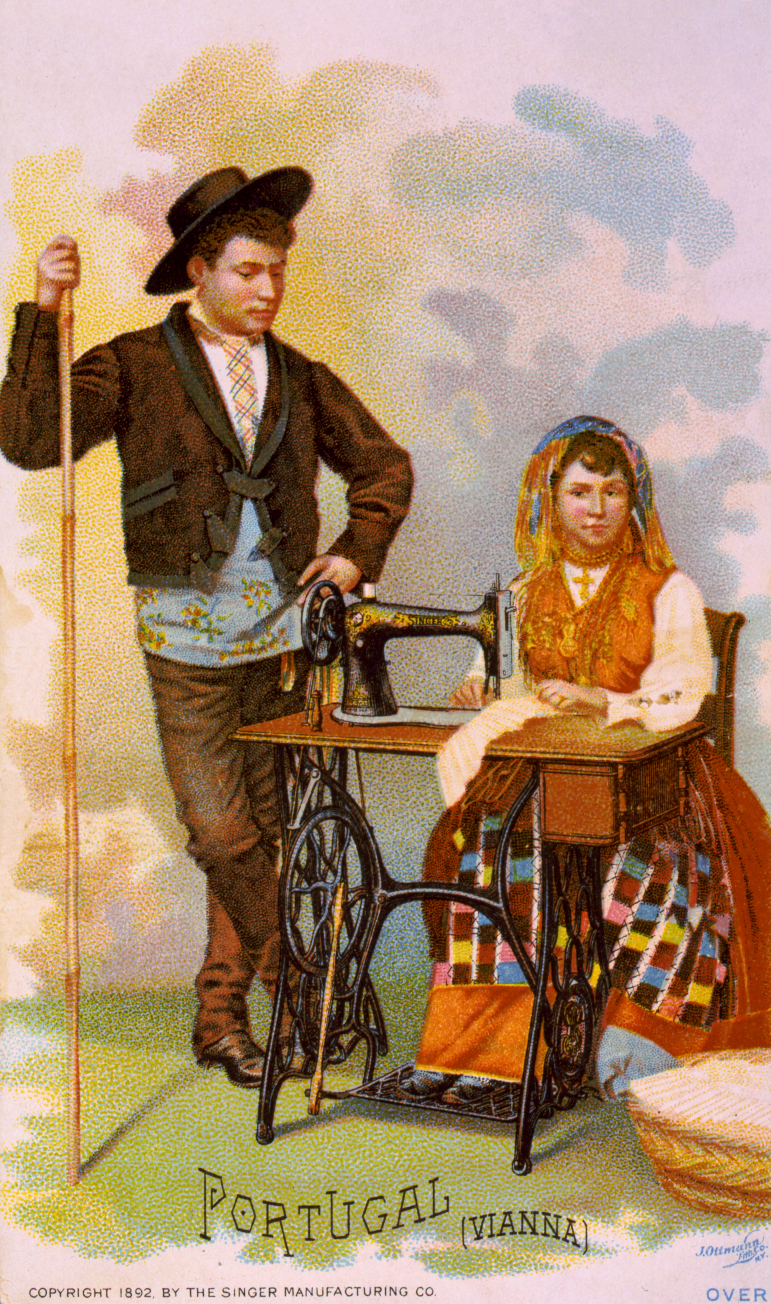
Одяг з Віани

## Традиційна кухня

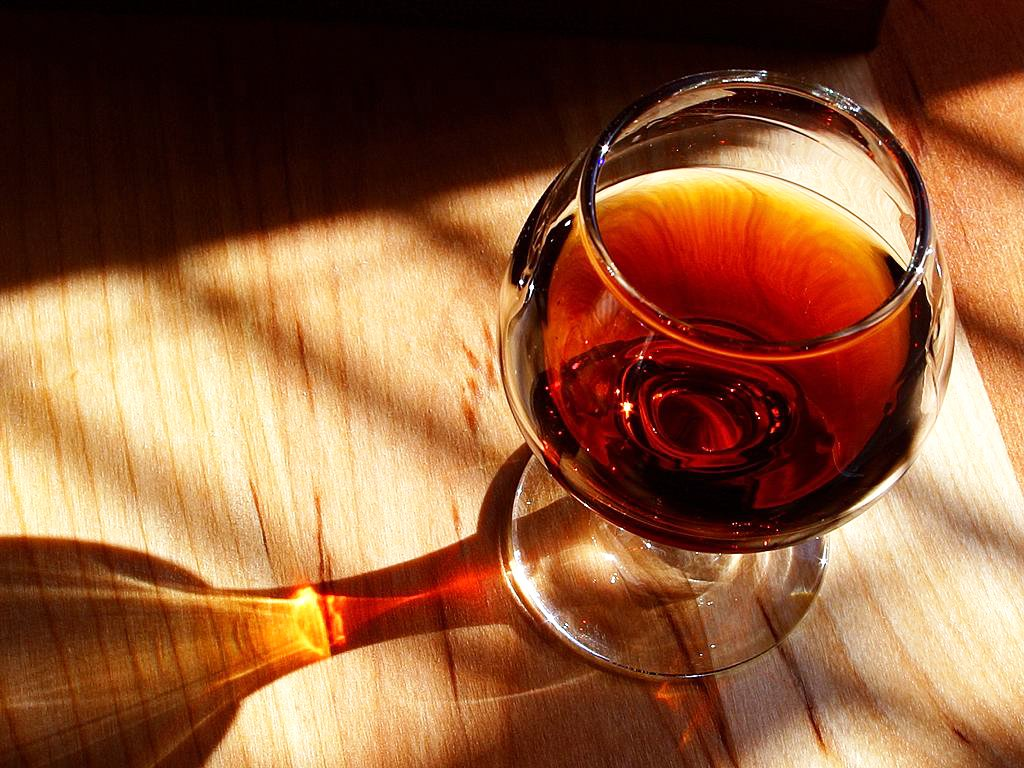
Портвейн (Вино з Порту)
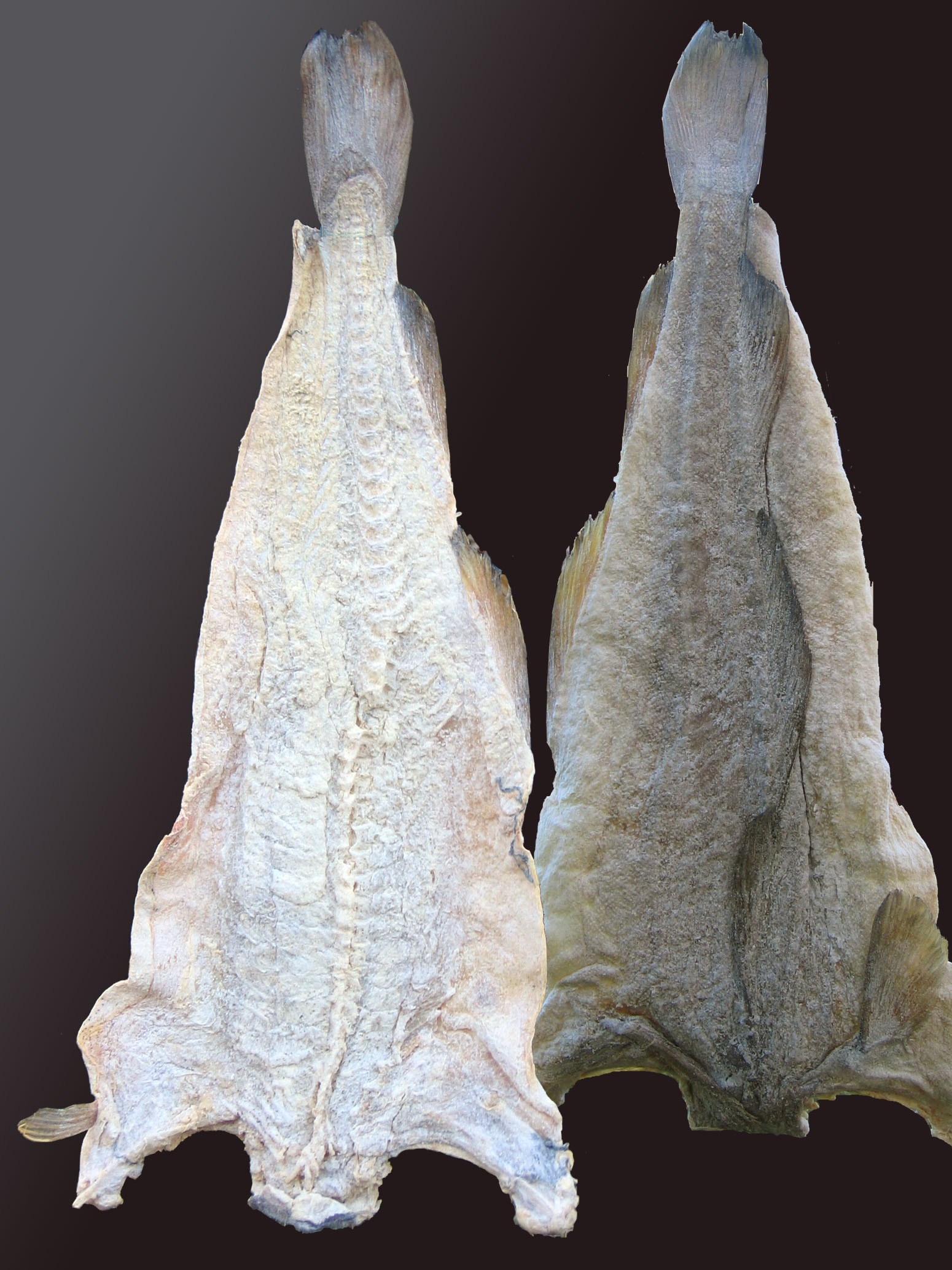
Сушена тріска
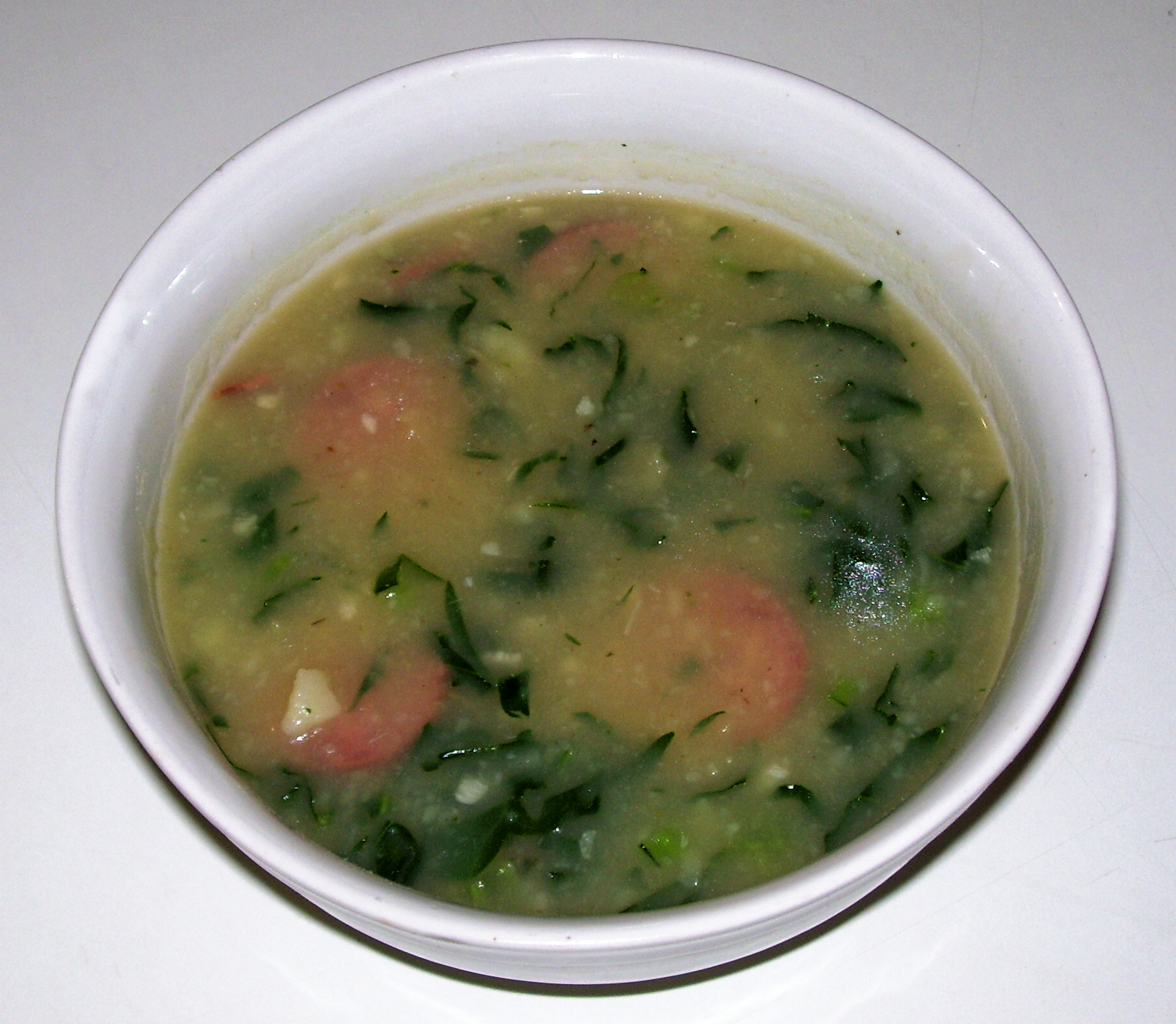
Калу-верде (зелений суп)
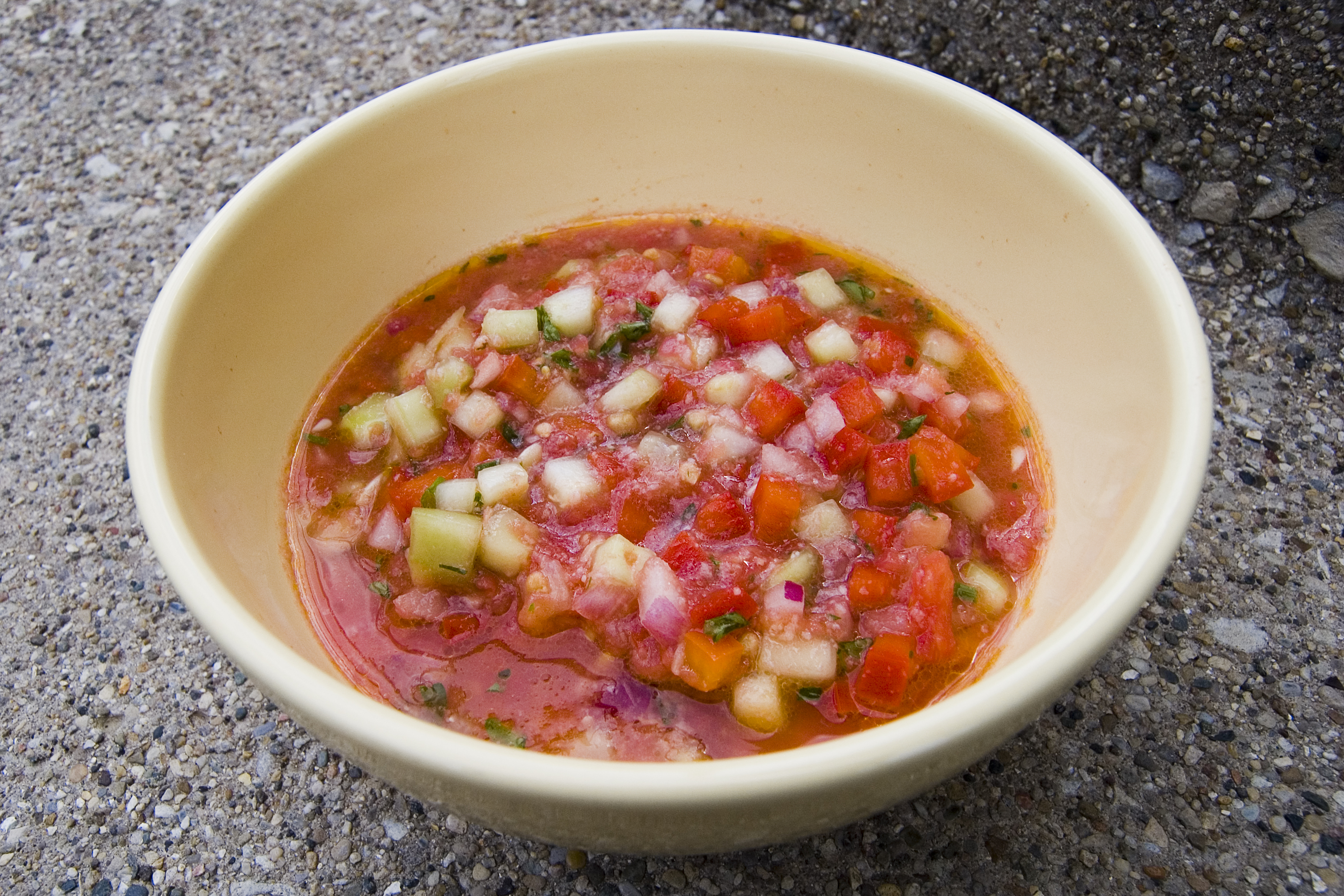
Португальський гаспаччо
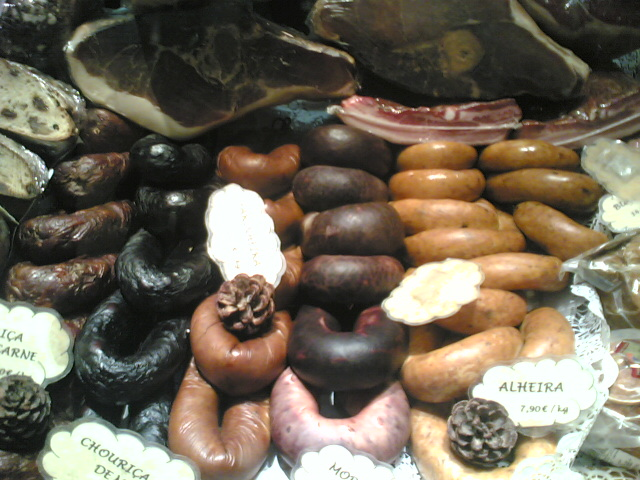
Ковбаси
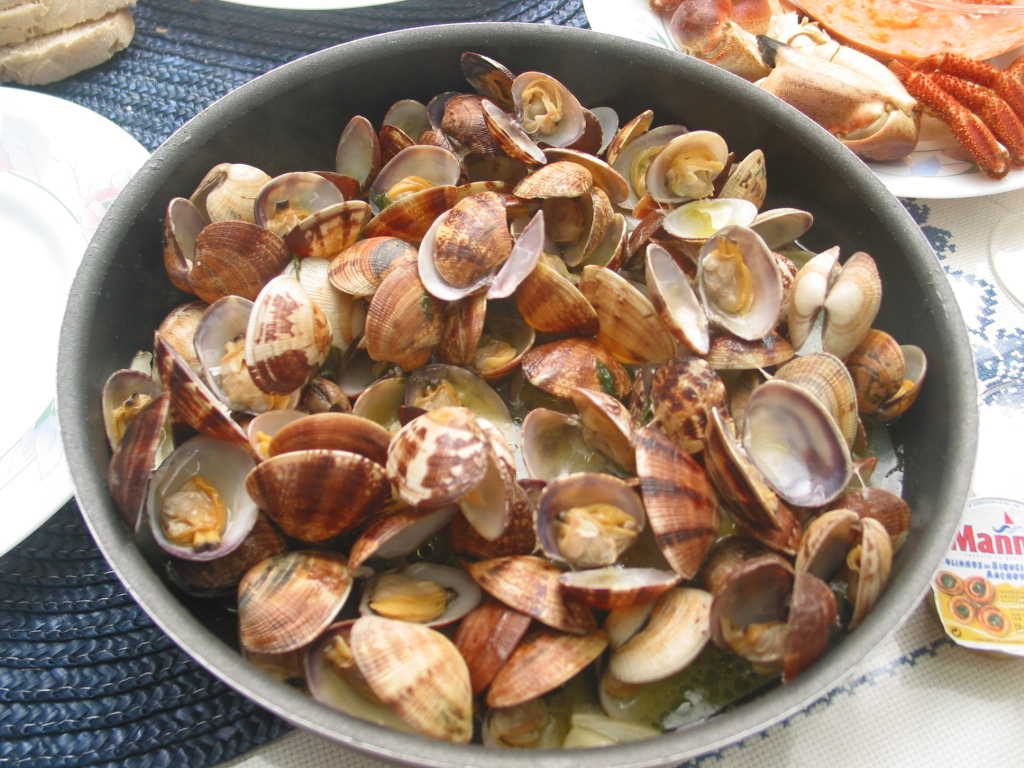
Устриці
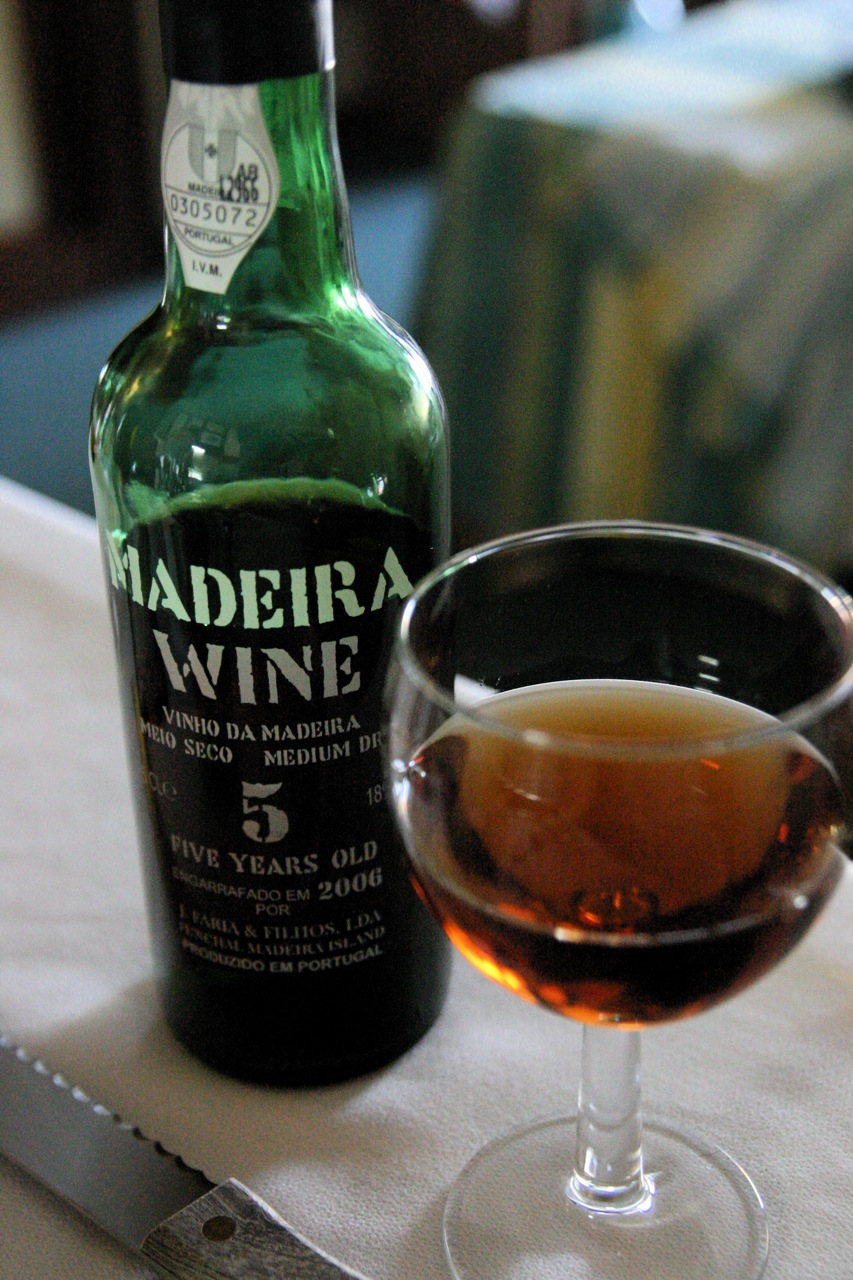
Мадера